# TusenFryd
Koordinaten: 59° 44′ 53″ N, 10° 46′ 37″ O
TusenFryd ist ein Freizeitpark in Norwegen in Vinterbro, einem Ort in der Kommune Ås südlich von Oslo. Der Park wurde am 11. Juni 1988 eröffnet und verzeichnet ca. 500.000 Besucher pro Jahr. Der spanische Freizeitparkbetreiber Parques Reunidos erwarb den Park nach der 2007er Saison und betreibt den Park seitdem.

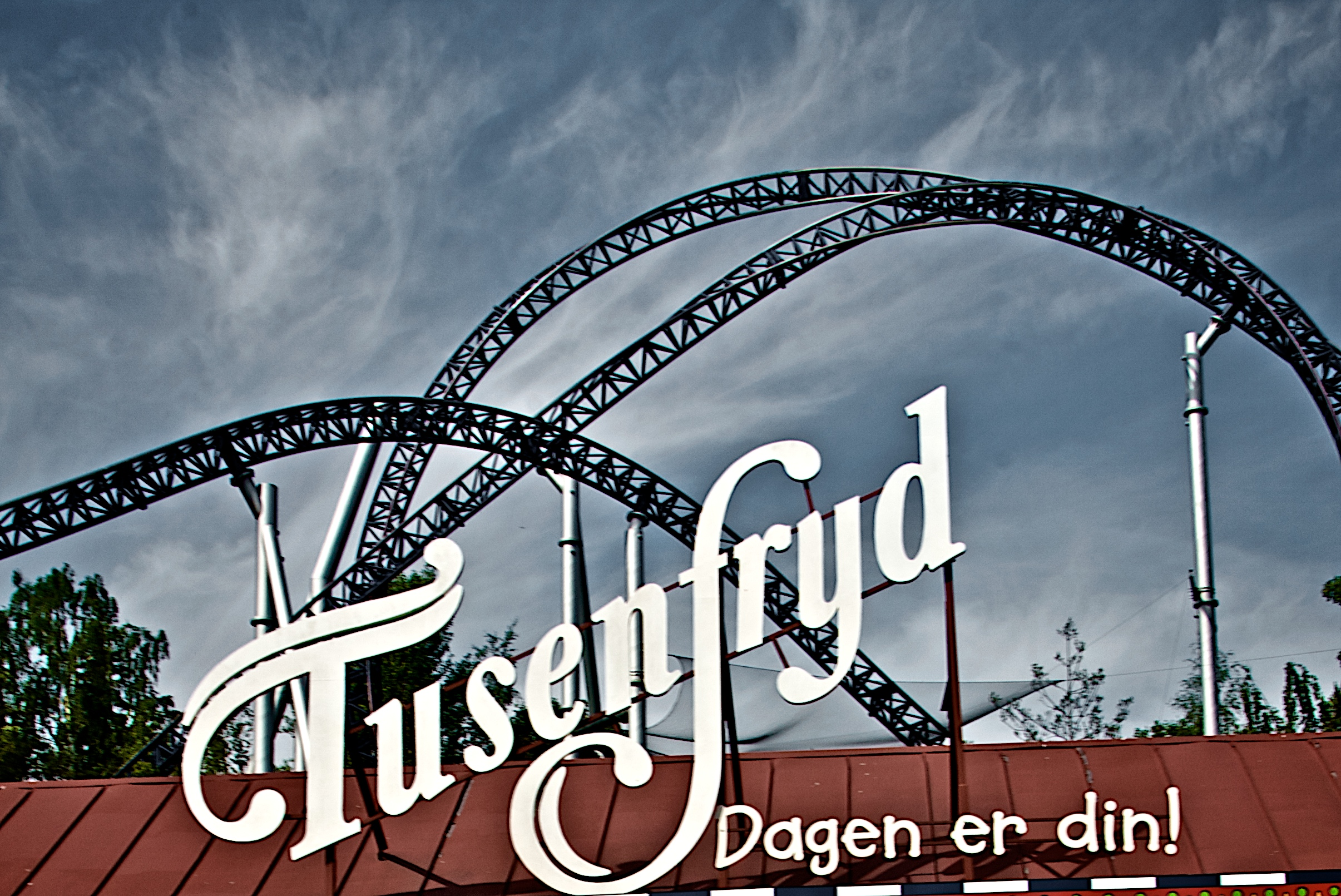
Tusenfryd mit Achterbahn Speed Monster

## Attraktionen

### Achterbahnen

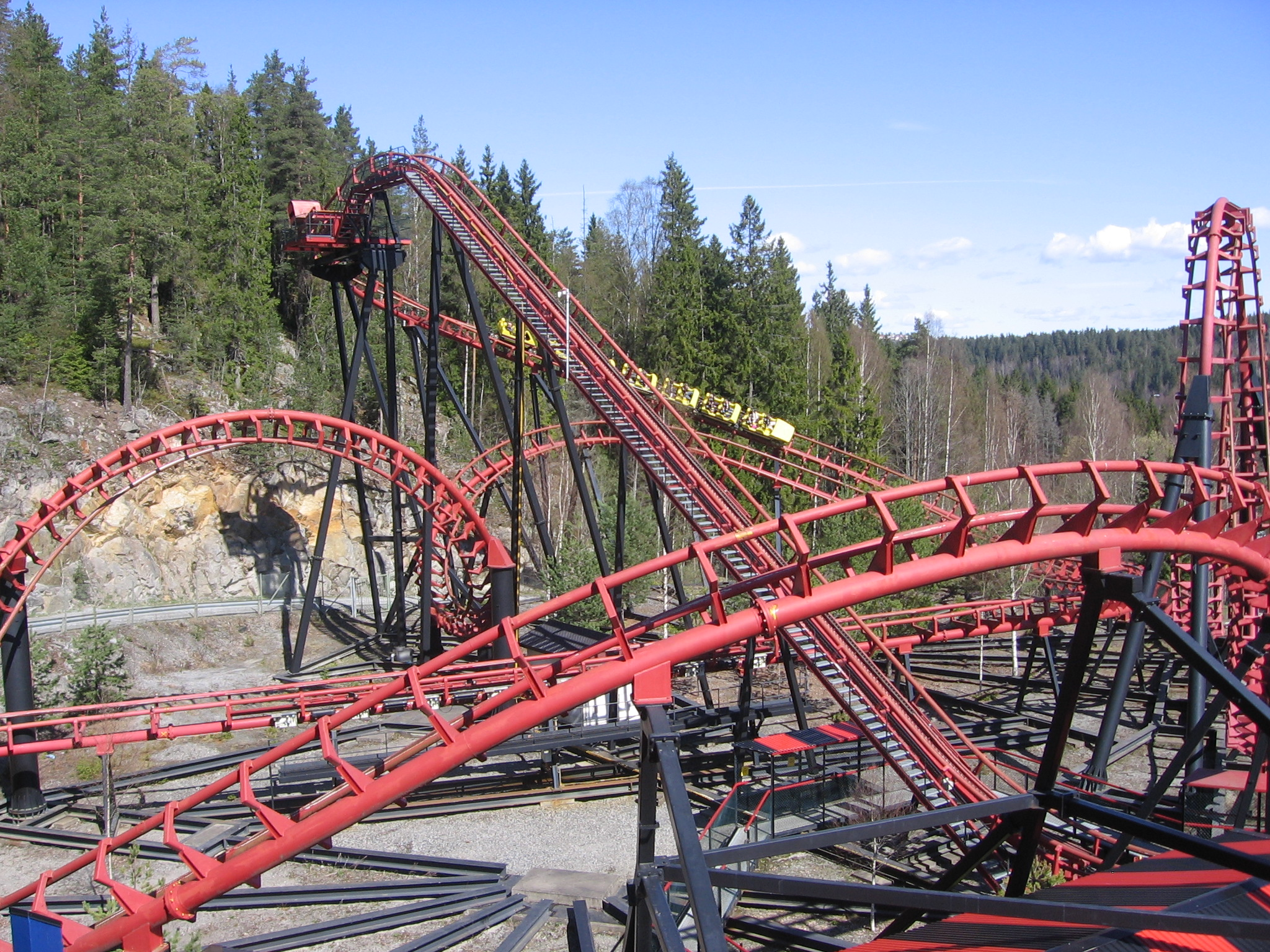
Loopen

| Name                      | Typ                                  | Hersteller                 | Eröffnungsjahr | Bemerkungen | Weblinks |
| ------------------------- | ------------------------------------ | -------------------------- | -------------- | --- | -------- |
| HuriHuri                  | Spinning Coaster, Familienachterbahn | Zamperla                   | 2022           | Der Name bedeutet in etwa drehen in der maorischen Sprache. |          |
| Loopen                    | Stahlachterbahn mit Inversionen      | Vekoma                     | 1998           | Eine baugleiche Anlagen existiert mit Balagos im Avonturenpark Hellendoorn. |          |
| Speed Monster             | Launched Coaster                     | Intamin                    | 2006           | Ursprünglich geplant mit zwei Korkenziehern, tatsächlich wurde allerdings anstelle des ersten geplanten Korkenziehers ein Twisted Airtime-Hügel verbaut.                                                                            |          |
| Storm - The Dragon Legend | Inverted Coaster, Launched Coaster   | Gerstlauer Amusement Rides | 2023           | Ist zurzeit der einzige Inverted Coaster in Norwegen. |          |
| SuperSplash               | Wasserachterbahn                     | Mack Rides                 | 2003           | Ist zurzeit die einzige Wasserachterbahn in Norwegen. |          |
| ThunderCoaster            | Holzachterbahn                       | Vekoma                     | 2001           | Ist zurzeit die einzige Holzachterbahn in Norwegen. |          |
| Western-Expressen         | Familienachterbahn                   | Vekoma                     | 2012           | Fuhr zwischenzeitlich ab 2018 unter dem Namen Steampunk Hunters, wobei der Bahn auch VR-Brillen hinzugefügt wurden. Bevor die Bahn nach TusenFryd kam, befand die Bahn sich von 2001 bis 2011 als Family Adventure im Mirabilandia. |          |

#### Ehemalige Achterbahnen
| Name             | Typ                                 | Hersteller     | Eröffnungsjahr | Schließungsjahr | Weblinks |
| ---------------- | ----------------------------------- | -------------- | -------------- | --------------- | -------- |
| Den aller minste | Kinderachterbahn                    | SBF Visa Group | 1996           | 2023            |          |
| Dragon           | Powered Coaster, Familienachterbahn | Zamperla       | 1990           | 2011            |          |

### Weitere Attraktionen (Auswahl)

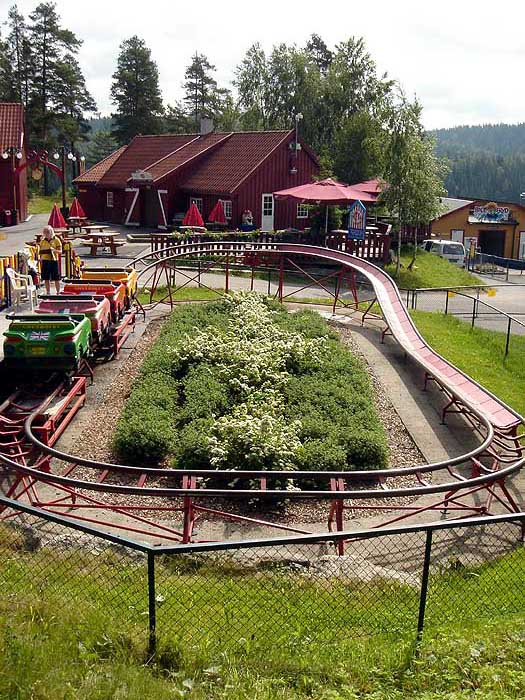
Den Aller Minste

- SpinSpider: ein Frisbee-ähnliches Fahrgeschäft
- SpaceShot: eine Vertikalfahrt des Herstellers S&S – Sansei Technologies
- Ragnarok: ein Rapid River
- Thors Hammer: eine Themenfahrt
- Kanofarten: eine Schiffschaukel
- Ballongferden: ein Riesenrad
- Bestefars Bil: eine Oldtimer-Fahrt
- Ekom Nkam - Tømmerstupet: eine Wildwasserbahn